# Benedikt Carpzov den yngre
Benedikt Carpzov den yngre (født 27. maj 1595 i Wittenberg, død 30. august 1666 i Leipzig) var en tysk jurist. Han var søn af Benedikt Carpzov den ældre og bror til Johann Benedikt Carpzov I.
Carpzov, der tilhørte en berømt lærd slægt, blev 1620 medlem af "Schöffen"-domstolen i Leipzig og 1646 ordentlig professor i det juridiske fakultet sammesteds. Han var 1653—1661 medlem af gehejmerådskollegiet i Dresden og blev 1661 på ny dommer i Leipzig. Siden Bartolus' dage har ingen jurist udøvet en så umådelig indflydelse i Tyskland som Carpzov. Med sin empiriske metode trådte han i opposition til den hidtil herskende overmægtige skolastik, denne klare og jordbundne praktiker indleder og begrunder et helt nyt afsnit af den tyske retsvidenskab. Carpzovs forfattervirksomhed omspænder, foruden statsret, strafferet og straffeproces, privatret, civilproces og kirkeret.
Hans strafferetlige hovedværker, således det berømte Practica novae imperialis Saxonicae rerum criminalium in partes tres divisa (1638 og senere udgaver), rådspurgtes i lange tider som lovbøger. Først i 18. århundrede lykkedes det mænd som Böhmer at rokke dette. At Karl V's "Peinliche Halsgerichtsordnung" (Carolina) vandt fodfæste i den tyske praksis, skyldes Carpzovs virksomhed. Efter Carpzov er forbrydelsen oprør mod Gud, omtrent 20000 dødsdomme skal han have afsagt, hans autoritet bragte heksebålene til at blusse som aldrig før. Carpzovs Jurisprudentia ecclesiastica seu consistorialis (1649) er det første fuldstændige system over protestantisk kirkeret, af hans civilprocessuelle skrifter bør hans Processus juris in foro Saxonico, inprimis autem supremo (1657) fremhæves.